# Garra arupi
Garra arupi är en fiskart som beskrevs av Nebeshwar, Vishwanath och Das 2009. Garra arupi ingår i släktet Garra och familjen karpfiskar. Inga underarter finns listade i Catalogue of Life.